# Халилбейли, Султан Агахалил оглы
Султан Агахалил оглы Халилбейли (16 ноября 1930 — 1965) — советский шахматист, мастер спорта СССР (1957).

## Биография
В 1938 году начал заниматься шашками в Бакинском дворце пионеров. С 1944 по 1947 годы — чемпион Баку по шашкам среди юношей.
В 1946 году также увлёкся шахматами. Представлял общество «Буревестник» (Тбилиси).
Чемпион Азербайджанской ССР 1954 и 1958 гг.. Серебряный призёр чемпионатов Азербайджанской ССР 1959 и 1961 гг. Бронзовый призёр чемпионатов Азербайджанской ССР 1957 и 1960 гг.
Участник полуфиналов 22-го, 26-го и 27-го чемпионатов СССР, зональных турниров чемпионатов СССР.
В составе сборной Азербайджанской ССР участник Спартакиад народов СССР 1959 и 1963 гг., командных чемпионатов СССР (1960 г. — в группе А, 1958 и 1962 гг. — в группе Б, оба раза сборная республики занимала первое место и выходила в класс сильнейших).
В составе сборной ДСО «Медик» бронзовый призёр командного чемпионата СССР 1954 г.
Директор бакинского шахматного клуба.
Был известен как хороший аналитик («Халилбейли славился своей способностью анализировать по-гроссмейстерски…»), однако имел ряд спортивных недостатков, снижавших его результаты. Характеризуя игру Халилбейли в одном из его последних турниров, гроссмейстер А. А. Лилиенталь отмечал, что азербайджанский мастер хорошо понимает позицию, стойко обороняется, но плохо реализует достигнутый перевес, из-за чего регулярно теряет очки.
Злоупотреблял спиртным, вследствие чего неоднократно становился участником скандальных ситуаций. В августе 1959 г., во время Спартакиады народов СССР поссорился и подрался с мастером Я. П. Юхтманом. Был другом мастера спорта по вольной борьбе И. М. Махтулаева (сына Сали-Сулеймана). Во время совместного распития алкогольных напитков между ними нередко возникали конфликты. В ходе одного из таких конфликтов Махтулаев нанёс Халилбейли удар кулаком в лицо, отчего тот скончался.

## Основные спортивные результаты
| Год  | Город      | Соревнование                                                                  | + | − | =  | Результат | Место                     |
| ---- | ---------- | ----------------------------------------------------------------------------- | - | - | -- | --------- | ------------------------- |
| 1951 | Баку       | Полуфинал командного первенства СССР (сборная Азербайджанской ССР, 8-я доска) |   |   |    | 2½ из 3   |                           |
| 1954 | Баку       | Чемпионат Баку                                                                |   |   |    |           | 1                         |
|      | Баку       | Чемпионат Азербайджанской ССР                                                 | 9 | 1 | 5  | 11½ из 15 | 1                         |
|      | Рига       | Командный чемпионат СССР (ДСО «Медик», 6-я доска)                             | 4 | 1 | 4  | 6 из 9    | Команда — 3-я             |
|      | Ереван     | Полуфинал 22-го чемпионата СССР                                               | 2 | 8 | 10 | 7 из 20   | 19                        |
| 1955 | Тбилиси    | Зональный турнир 23-го чемпионата СССР                                        | 5 | 5 | 7  | 8½ из 17  | 9—11                      |
| 1956 | Баку       | Чемпионат Азербайджанской ССР                                                 |   |   |    | 8½ из 15  | 8—9                       |
|      | Ереван     | Зональный турнир 24-го чемпионата СССР                                        | 7 | 3 | 9  | 11½ из 19 | 5—6                       |
| 1957 | Баку       | Чемпионат Азербайджанской ССР                                                 |   |   |    | 10 из 15  | 3—5                       |
|      | Тбилиси    | Зональный турнир 25-го чемпионата СССР                                        |   |   |    | 10 из 19  | 8—9                       |
| 1958 | Баку       | Чемпионат Азербайджанской ССР                                                 |   |   |    | 12 из 15  | 1                         |
|      | Сталинабад | Командный чемпионат СССР (группа Б; сборная Азербайджанской ССР, 1-я доска)   |   |   |    |           | Команда — 1-я             |
|      | Баку       | Полуфинал 26-го чемпионата СССР                                               | 3 | 1 | 11 | 8½ из 15  | 7—9                       |
| 1959 | Баку       | Чемпионат Азербайджанской ССР                                                 |   |   |    | 10½ из 15 | 2                         |
|      | Москва     | II Спартакиада народов СССР (сборная Азербайджанской ССР, 2-я доска)          |   |   |    | 3 из 9    |                           |
|      | Ереван     | Полуфинал 27-го чемпионата СССР                                               | 3 | 6 | 6  | 6 из 15   | 12—13                     |
| 1960 | Баку       | Чемпионат Азербайджанской ССР                                                 |   |   |    | 10 из 15  | 3—6                       |
|      | Баку       | Дополнительный матч-турнир за 3-е место в чемпионате АзССР                    |   |   |    | 4½ из 6   | 1                         |
|      | Москва     | Командный чемпионат СССР (сборная Азербайджанской ССР, 1-я доска)             |   |   |    | 2½ из 8   |                           |
| 1961 | Баку       | Чемпионат Азербайджанской ССР                                                 |   |   |    | 11 из 15  | 2                         |
| 1962 | Алма-Ата   | Командный чемпионат СССР (группа Б; сборная Азербайджанской ССР, 2-я доска)   |   |   |    | 5 из 8    | 1 на доске; команда — 1-я |
| 1963 | Москва     | III Спартакиада народов СССР (сборная Азербайджанской ССР, 2-я доска)         |   |   |    | 2 из 9    |                           |
| 1964 | Баку       | Международный турнир                                                          |   |   |    | 5 из 12   | 10                        |